# Idalima metasticta
Idalima metasticta là một loài bướm đêm trong họ Noctuidae.